# Adolf Heinrich von Arnim-Boitzenburg
Pour les articles homonymes, voir Famille Arnim et Arnim (homonymie).

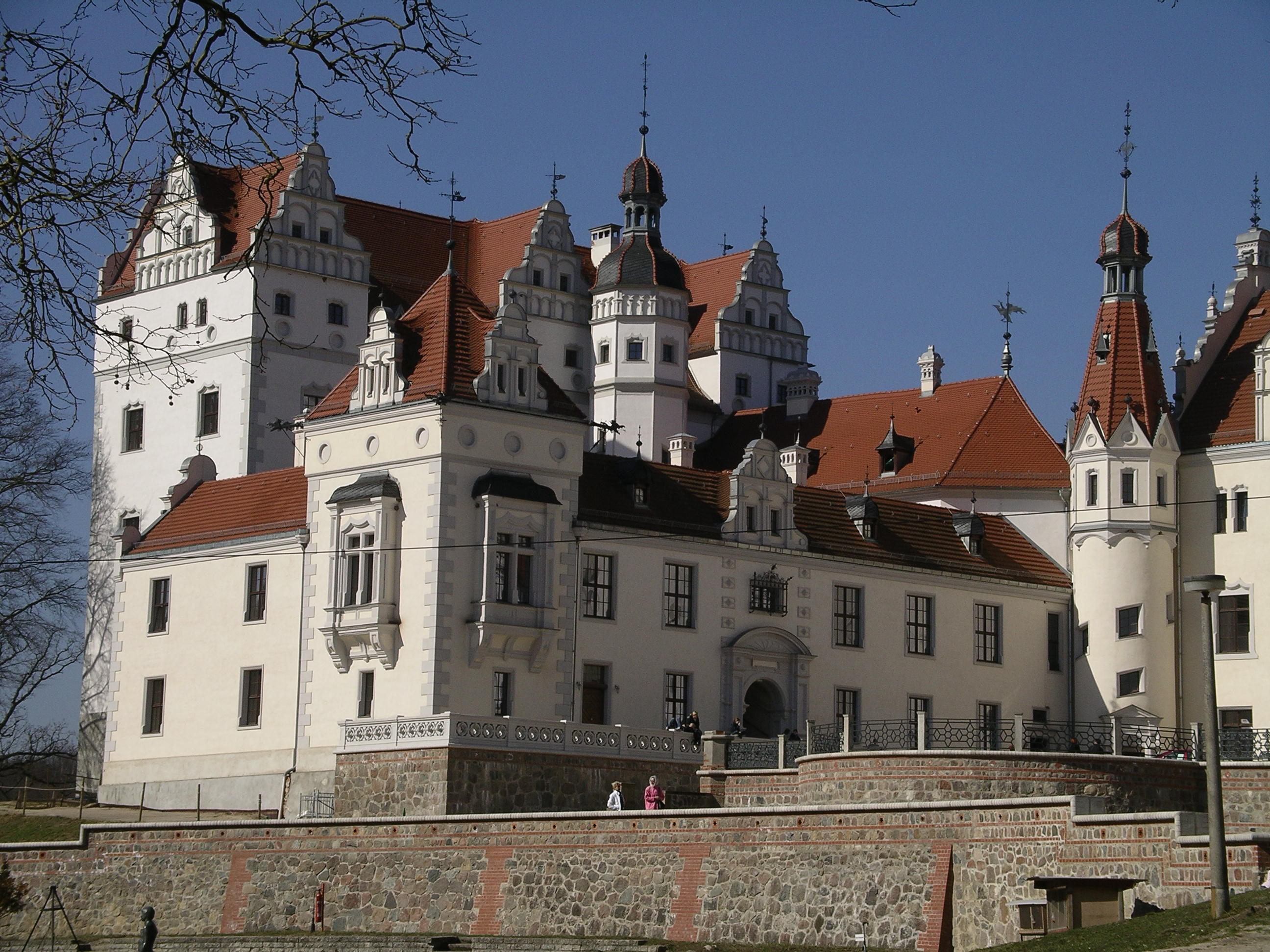
Vue du côté gauche du château de Boitzenburg

Adolf Heinrich von Arnim-Boitzenburg, né le 10 avril 1803 à Berlin et mort le 8 janvier 1868 au château de Boitzenburg, est un homme d'État prussien.

## Biographie
Adolf Heinrich von Arnim-Boitzenburg est le second fils du comte Friedrich Abraham Wilhelm von Arnim-Boitzenburg et de la comtesse, née comtesse Georgine von Wallmoden-Gimborn. Ses parents se séparent en 1808 et son père meurt en 1812 à l'âge de quarante-cinq ans. Il hérite de Boitzenburg, tandis que son frère aîné Ludwig hérite des domaines de Zichow et de Kleinow.
Il reçoit d'abord des cours particuliers, étudie au lycée de Joachimsthal et, de 1819 à 1821, au lycée de Friedrichswerder de Berlin. Puis le comte rejoint la fonction publique prussienne et devient administrateur de l'arrondissement de Templin, puis en 1833 président du district de Stralsund en province de Poméranie. Il remplit ensuite cette fonction à Aix-la-Chapelle et à Mersebourg. Il est nommé curateur de l'académie de chevalerie de Brandebourg-sur-la-Havel en 1838. Il est haut président du grand-duché de Posen en 1840 et ministre de l'Intérieur du royaume de Prusse en 1842. Il est ministre-président de Prusse quelques jours du 19 au 29 mars 1848. Il est connu pour son anglophilie et sa méfiance à l'égard de la France, car sa jeunesse avait été influencée par ses liens de famille avec le baron vom Stein.
Le comte von Arnim-Boitzenburg est député à l'Assemblée de Francfort du 18 mai au 10 juin 1848, pour la circonscription de Prenzlau. Il fait partie de l'Union d'Erfurt en 1850 et de 1854 à 1868 siège au Landtag de Prusse. Il siège parallèlement de 1839 à 1868 à l'Assemblée provinciale du Brandebourg.
Il est connu pour avoir déclaré, en tant que ministre de l'intérieur, dans un rapport à Frédéric-Guillaume IV, que l'œuvre de Heinrich Heine Die schlesischen Weber (de) (Les Tisserands silésiens) était une adresse aux pauvres de la populace, au ton incendiaire et remplie d'affirmations criminelles. En conséquence, la Cour supérieure de justice du royaume de Prusse fit interdire le poème en 1846 et menacer de prison toute personne le récitant.
Outre ses fonctions d'homme d'État, il s'applique à des réformes agraires dans ses domaines qu'il étend de façon importante. Il fait rebâtir son château de Boitzenburg en style néogothique entre 1838 et 1842 (son petit-fils Dietlof, né en 1867 et mort en 1933, en héritera). Il habite aussi le palais Arnim au no 4 de la Pariser Platz à Berlin qu'il acquiert en 1855 et fait construire de 1855 à 1858 par Eduard Knoblauch.

## Famille

### Ascendance
Il est le fils de l'ambassadeur de Prusse à Dresde et à Copenhague, Friedrich Abraham Wilhelm von Arnim (1767-1812) et la comtesse Georgine von Wallmoden-Gimborn (1770-1859), fille du maréchal Johann Ludwig von Wallmoden-Gimborn.

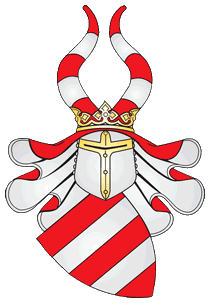
Armes de la famille von Arnim

|  |                                                                         |  |  |  |  |  |  |  |  |  |  |  |  |  |  |  |
|  | Abraham Wilhelm von Arnim (1712–1761)                                   |  |  |  |  |  |  |  |  |  |  |  |  |  |  |  |
|  |                                                                         |  |  |  |  |  |  |  |  |  |  |  |  |  |  |  |
|  |                                                                         |  |  |  |  |  |  |  |  |  |  |  |  |  |  |  |
|  | Friedrich Wilhelm von Arnim (1739–1801)                                 |  |  |  |  |  |  |  |  |  |  |  |  |  |  |  |
|  |                                                                         |  |  |  |  |  |  |  |  |  |  |  |  |  |  |  |
|  |                                                                         |  |  |  |  |  |  |  |  |  |  |  |  |  |  |  |
|  | Anna Elisabeth von der Schulenburg (???–1741)                           |  |  |  |  |  |  |  |  |  |  |  |  |  |  |  |
|  |                                                                         |  |  |  |  |  |  |  |  |  |  |  |  |  |  |  |
|  |                                                                         |  |  |  |  |  |  |  |  |  |  |  |  |  |  |  |
|  | Friedrich Abraham Wilhelm von Arnim (1767–1812)                         |  |  |  |  |  |  |  |  |  |  |  |  |  |  |  |
|  |                                                                         |  |  |  |  |  |  |  |  |  |  |  |  |  |  |  |
|  |                                                                         |  |  |  |  |  |  |  |  |  |  |  |  |  |  |  |
|  | Friederike Antoinette von Cramm a.d.H. Samtleben (1747–1817)            |  |  |  |  |  |  |  |  |  |  |  |  |  |  |  |
|  |                                                                         |  |  |  |  |  |  |  |  |  |  |  |  |  |  |  |
|  |                                                                         |  |  |  |  |  |  |  |  |  |  |  |  |  |  |  |
|  | Adolf Heinrich von Arnim (1803–1868)                                    |  |  |  |  |  |  |  |  |  |  |  |  |  |  |  |
|  |                                                                         |  |  |  |  |  |  |  |  |  |  |  |  |  |  |  |
|  |                                                                         |  |  |  |  |  |  |  |  |  |  |  |  |  |  |  |
|  | George II de Grande-Bretagne (1683–1760)                                |  |  |  |  |  |  |  |  |  |  |  |  |  |  |  |
|  |                                                                         |  |  |  |  |  |  |  |  |  |  |  |  |  |  |  |
|  |                                                                         |  |  |  |  |  |  |  |  |  |  |  |  |  |  |  |
|  | Johann Ludwig von Wallmoden (1736–1811)                                 |  |  |  |  |  |  |  |  |  |  |  |  |  |  |  |
|  |                                                                         |  |  |  |  |  |  |  |  |  |  |  |  |  |  |  |
|  |                                                                         |  |  |  |  |  |  |  |  |  |  |  |  |  |  |  |
|  | Amélie von Wallmoden (1704–1765)                                        |  |  |  |  |  |  |  |  |  |  |  |  |  |  |  |
|  |                                                                         |  |  |  |  |  |  |  |  |  |  |  |  |  |  |  |
|  |                                                                         |  |  |  |  |  |  |  |  |  |  |  |  |  |  |  |
|  | Georgine Charlotte Auguste von Wallmoden (1770–1859)                    |  |  |  |  |  |  |  |  |  |  |  |  |  |  |  |
|  |                                                                         |  |  |  |  |  |  |  |  |  |  |  |  |  |  |  |
|  |                                                                         |  |  |  |  |  |  |  |  |  |  |  |  |  |  |  |
|  | August Wilhelm von Wangenheim (1697–1764)                               |  |  |  |  |  |  |  |  |  |  |  |  |  |  |  |
|  |                                                                         |  |  |  |  |  |  |  |  |  |  |  |  |  |  |  |
|  |                                                                         |  |  |  |  |  |  |  |  |  |  |  |  |  |  |  |
|  | Charlotte Christiane Auguste Wilhelmine von Wangenheim (de) (1740–1783) |  |  |  |  |  |  |  |  |  |  |  |  |  |  |  |
|  |                                                                         |  |  |  |  |  |  |  |  |  |  |  |  |  |  |  |
|  |                                                                         |  |  |  |  |  |  |  |  |  |  |  |  |  |  |  |
|  | Magdalene Christine von Hardenberg (de) (1701–1790)                     |  |  |  |  |  |  |  |  |  |  |  |  |  |  |  |
|  |                                                                         |  |  |  |  |  |  |  |  |  |  |  |  |  |  |  |
|  |                                                                         |  |  |  |  |  |  |  |  |  |  |  |  |  |  |  |

### Descendance
De son mariage en 1830 avec la comtesse Anna Caroline von der Schulenburg, dame de l'Ordre de Louise, (née le 17 novembre 1804 et morte le 1er janvier 1886 à Berlin), il a dix enfants dont deux meurent en bas âge :
- Freda Sophie Karoline Marie (née le 3 novembre 1831 et mort le 9 août 1905) mariée avec Karl Friedrich von Savigny (1814-1875)
- Dietlof Friedrich Adolf (né le 12 décembre 1832 et mort le 15 décembre 1887)

marié le 6 juillet 1865 avec Mathilde von Schweinitz et Krain (de) (née le 11 octobre 1841 et morte le 9 septembre 1874)
marié le 30 novembre 1875 avec Helene von Schweinitz et Krain (née le 25 avril 1846 et mort le 9 janvier 1930)
- Sophie (née le 21 août 1836 et mort le 30 novembre 1918) marié à Harry von Arnim (né le 3 octobre 1824 et mort le 19 mai 1881)
- Traugott Hermann (né le 20 juin 1839 et mort le 22 janvier 1919) diplomate

marié avec Laura von Lotzbeck (née le 27 septembre 1852 et morte le 11 septembre 1886)
marié avec Karoline von Bismarck-Bohlen (de) (veuve de Georg Werner)
- Georg Karl Albrecht (né le 17 janvier 1841 et mort le 3 décembre 1903) marié avec la comtesse Anne von der Schulenburg (née le 24 juin 1858 et morte le 11 octobre 1911)
- Georg Werner (né le 3 mai 1845 et mort le 6 septembre 1881) marié avec la comtesse Karoline von Bismarck-Bohlen (de) (née le 31 mars 1851 et morte le 12 octobre 1912)
- Freda Anna Karoline (née le 17 avril 1842 et morte en 1916) mariée le 28 juillet 1870[1] avec Theodor von Bethmann-Hollweg (de) (1821-1886)
- Marie Henriette Elisabeth, dite Elisabeth, (née le 13 juin 1849 et morte le 31 mars 1917), dame du palais de l'impératrice mariée le 26 juillet 1871[2] avec le comte Udo de Stolberg-Wernigerode (1840-1910)

## Travaux
- Das administrative Glaubens-Bekenntniß des Grafen von Arnim. Wigand, Leipzig 1845. Digitalisat
- Die deutsche Centralgewalt und Preußen. Mit einem Vorwort desselben an seine Wähler zur deutschen National-Versammlung. Georg Reimer, Berlin 1848 Digitalisat
- Über die Vereidigung des Heeres auf die Verfassung. Geschrieben im August 1849. Deckersche Geh. Ober-Hofbuchdruckereim Berlin 1849.
- Bemerkungen des Grafen Arnim-Boitzenburg zu der Schrift: Die Berliner Märztage, vom militärischen Standpunkte aus geschildert. Berlin 1850.
- Das Recht des Herrenhauses bei Festsetzung des Staatshaushalts. Berlin 1863.